# Постникове
По́стникове — проміжна залізнична станція Донецької дирекції Донецької залізниці на лінії Торез — Іловайськ між станціями Торез (7 км) та Сердите (8 км). Розташована в  місті Шахтарськ Горлівського району Донецької області.

## Історія
Станція відкрита 1904 року. 
У липні 2014 року, через військову агресію Росії на сході України, транспортне сполучення тимчасове припинене.
26 жовтня 2022 року, близько 21:30, в окупованому російськими військами Шахтарську пролунали потужні вибухи, після чого спалахнула масштабна пожежа в районі залізничного вокзалу станції. Одразу ж стало відомо про загоряння 12 цистерн з паливом на залізничних коліях, яке постачалося для російських окупаційних військ. Від полум'я спалахнула покрівля будівлі залізничного вокзалу
27 жовтня 2022 року знову на станції виникла масштабна пожежа, в ході якої спалахнули на цей раз вже вісім цистерн із паливом та три ємності з паливно-мастильними матеріалами.